# 约翰·L·伯顿
约翰·L·伯顿（1932年12月15日—）是一位美国政治人物，曾担任加利福尼亚州的美国众议院议员和加利福尼亚州众议院议员，其兄长菲利普·伯顿，嫂子萨拉·伯顿都曾担任美国众议院议员。